# Ялботина
Ялботина (болг. Ялботина) — село в Болгарии. Находится в Софийской области, входит в общину Драгоман. Население составляет 42 человека (2022).

## Политическая ситуация
Ялботина подчиняется непосредственно общине и не имеет своего кмета.
Кмет (мэр) общины Драгоман — Соня Стоянова Дончева Болгарская социалистическая партия (БСП) по результатам выборов в правление общины.